# 桂団朝
桂 団朝（かつら だんちょう、1967年4月15日 - ）は、京都市出身の落語家。米朝事務所所属。上方落語協会会員。本名∶井上 孝司。
西京商業高等学校（現：京都市立西京高等学校）在学中より寄席に通い、また『素人名人会』に漫才で出場して名人賞を2回受賞したこともある、1987年4月5日に3代目桂米朝に入門。同年8月、京都東山安井金比羅会館での「桂米朝落語研究会」にて初舞台。高座名の「団朝」は、体格が大きくそのようになった。2002年4月より独演会を毎年開くかたわら、リリパットアーミーIIやTeam火の車、「舟木一夫特別公演」、「天童よしみ特別公演」などの舞台もこなす。夫人は松竹新喜劇所属の女優の川奈美弥生。

## エピソード
- 歌謡曲が好きで10年以内に歌謡大全集のレギュラーが決まっていなかったらこの世界を辞めると決めて入門した。
- 米朝直弟子の中で最年少である。（ちなみに、弟弟子の桂宗助も桂すずめも入門は後だが年齢は上。）
- 高座名は当初「米孝」「米太」などが用意されていた。

## 受賞歴
- 第7回繁昌亭大賞奨励賞

## 出演番組
- 第12回ABCお笑い新人グランプリ（ABCテレビ、1992年）
- 桂団朝のたじま・ステーション（ラジオ関西）
- 歌謡大全集（ナイターオフ、ABCラジオ、水曜日 19：00 - 20：50）
- 桂都丸のサークルタウン（KBS京都、土曜日朝）
  - 初代・ラジオカーレポーターとして2000年3月25日まで出演する。クイズの出題で前フリを言った段階で回答者が正答を言ってしまい、生放送で固まってしまったことがある。

## 映画
- ランドセルゆれて（保護者・篠山直久役、中山節夫監督、2003年、映画「ランドセルゆれて」製作委員会）